# 程珤
程珤（1512年—？年），字子彬，號靜泉，直隸德州左衛軍籍，山東掖縣人，明朝政治人物。

## 生平
嘉靖十年（1531年），程珤由州學軍生中式辛卯科順天府鄉試第二十五名舉人，嘉靖十一年（1532年）壬辰科會試二百九十名，廷試第三甲第二百一十四名進士。刑部觀政，授河南懷慶府推官，行取授兵部武庫司主事，歷陞尚寶司丞，九年考满，二十六年十一月升本司卿，謫戶部員外，歷陞副使，參政，至江西右布政使，隆慶二年（1568年）正月考察拾遺致仕。

## 家族
曾祖程清；祖程恕；父程賢；母李氏。重慶下。兄瓀；琳，弟瑀；琛。子程訥（郡庠生 封文林郎汝寧府推官）；程訒（太學生）。孫程紹（己丑進士見任戶科給事中）；程綬（生員）；程紱（生員）。曾孫程坤、程震、程泰、程陽奇、程閏奇、程虎奇。